# Monster in my head
Monster in my head（モンスター・イン・マイ・ヘッド）は、THE PREDATORSの4thミニ・アルバムである。2012年8月1日発売。

## 内容
- 初回版のみDVDとステッカーと「2012 TOUR "Monster in my head" 応募抽選先行受付」パスワード封入。
- 収録曲の「Crazy Babar」は前回の「THIS WORLD TOUR」で披露され、DVD「THIS WORLD TOUR 2010.9.17 at Zepp Tokyo」にもライブ映像が収録。また、この楽曲はドラム高橋の実話が元ネタの作品。

## 収録曲

### CD
1. God Game（作詞・作曲：山中さわお）
イントロからAメロにかけてがニルヴァーナのイン・ブルームに酷似している。
2. Monster in my head（作詞：山中さわお　作曲：JIRO）
3. Risky Revolution（作詞・作曲：山中さわお）
4. Crazy Babar（作詞・作曲：山中さわお）
「Babar」はババアの意。
5. Mission（作詞：山中さわお・JIRO　作曲：JIRO）
イントロにエリック・サティのジムノペディが挿入されている。歌詞にも登場。
6. Hurry up! Jerry!（作詞・作曲：山中さわお）
7. Monkeyshine（作詞：山中さわお　作曲：JIRO）

### DVD
1. God Game (Music Clip)
2. Monster in my head (Music Clip)
3. Crazy Babar (Music Clip)